# チレスエンノガダ

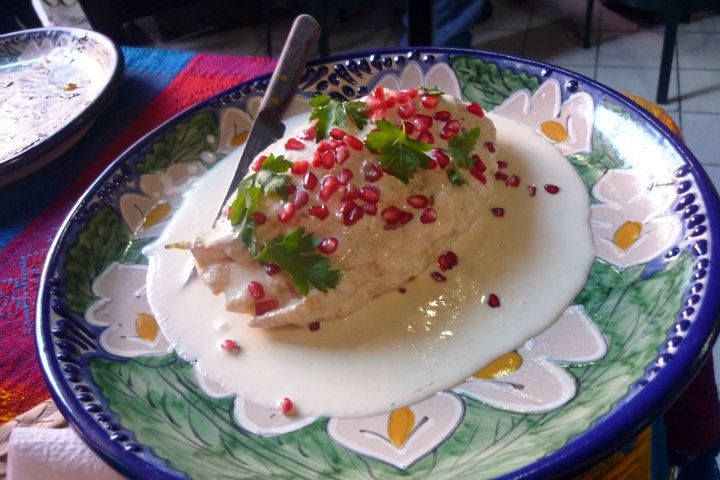
チレスエンノガダ

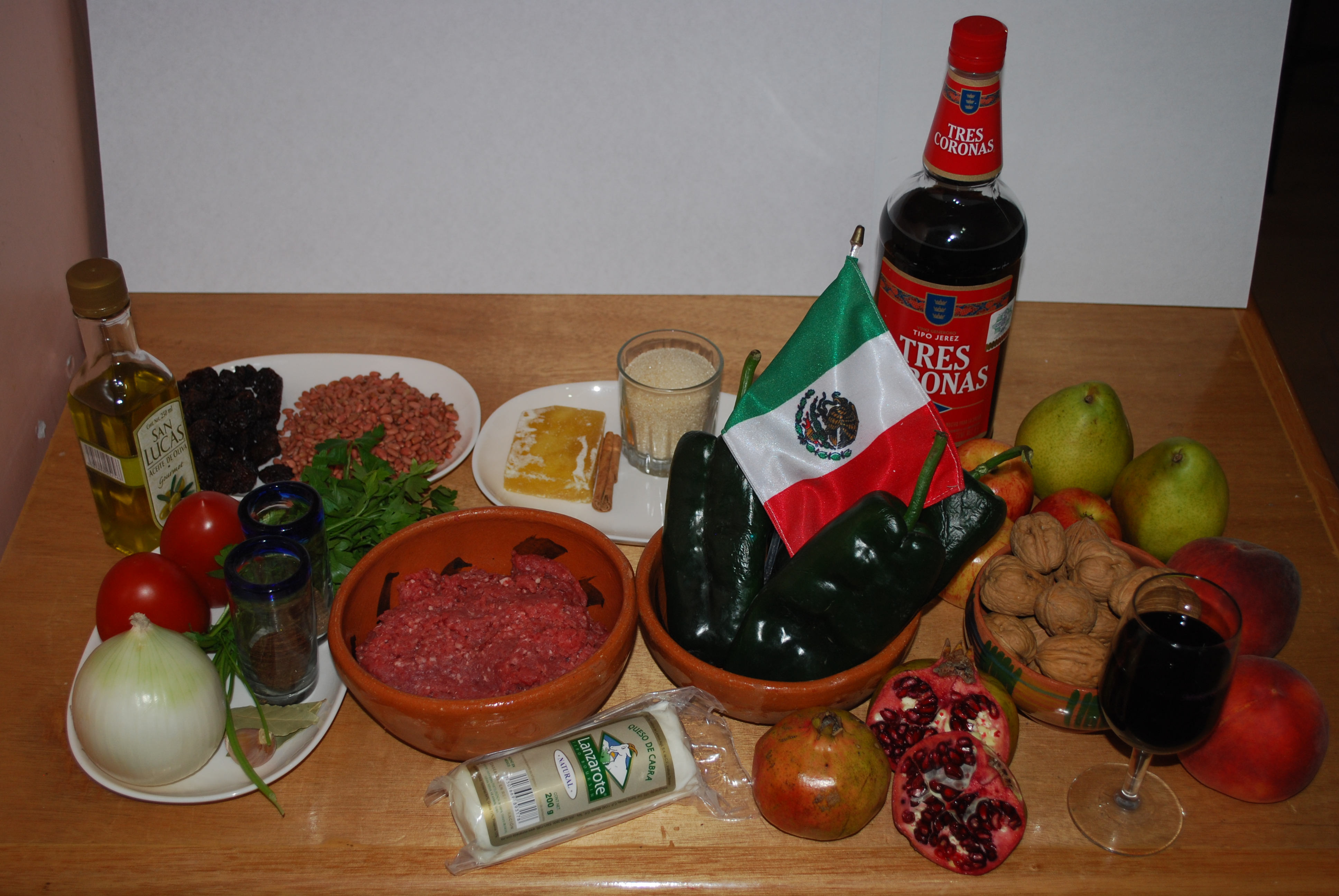
料理を作る材料

チレスエンノガダ(Chiles en nogada)は、メキシコ料理の一つである。語源はスペイン語で「クルミの木」を意味するnogalに由来する。唐辛子の一種であるポブラノに、挽肉やトマトなどの野菜のみじん切りを混ぜて炒めたピカディージョを詰め、nogadaと呼ばれるクルミの入ったクリームソースとザクロの種をかけた料理である。唐辛子の緑とソースの白、ザクロの赤でメキシコの国旗の色合いになる。
チレスエンノガダは、プエブラ州が起源であり、アグスティン・デ・イトゥルビデがこの街に来てアウグスティン1世を名乗った時に、それを歓待するために初めて作られたと言われている。この料理は、プエブラ州の住人の誇りの源になっている。
この料理の発明者については、Monjas Clarisasという説やサンタモニカの女子修道院のMadres Contemplativas Agustinasという説がある。
ピカディージョにはリンゴ、ナシ、モモを入れる。クリームには牛乳、ダブルクリーム、フレッシュチーズ、洗いクルミを用いる。この料理を作る伝統的な季節は、中央メキシコでザクロが市場に並び、国の独立祭が始まる8月から9月である。